# Žáravice
Žáravice jsou obec v okrese Pardubice v Pardubickém kraji. Žije zde 112 obyvatel.

## Historie
První písemná zmínka o vesnici pochází z roku 1436. Severovýchodně od ní na opukovém kopci nad rybníkem Švihovem je místo zvané Na hradech, kde podle tradice stávala tvrz, jejíž zbytky se uvádějí ještě v 19. století.

## Obyvatelstvo
| Rok            | 1869 | 1880 | 1890 | 1900 | 1910 | 1921 | 1930 | 1950 | 1961 | 1970 | 1980 | 1991 | 2001 | 2011 | 2021 |
| -------------- | ---- | ---- | ---- | ---- | ---- | ---- | ---- | ---- | ---- | ---- | ---- | ---- | ---- | ---- | ---- |
| Počet obyvatel | 138  | 179  | 191  | 140  | 197  | 205  | 207  | 171  | 163  | 149  | 142  | 151  | 150  | 134  | 120  |
| Počet domů     | 24   | 27   | 27   | 27   | 37   | 39   | 40   | 44   | 42   | 40   | 42   | 49   | 55   | 53   | 52   |

## Obecní správa
V roce 1869 Žáravice byly jako osada obce k Sopřeči v okrese Pardubice. Od roku 1880 je obcí v okrese Pardubice (1880–1930), poté v okrese Přelouč (1950) a později opět v okrese Pardubice.

### Obecní symboly
Znak a vlajka byly obci uděleny rozhodnutím předsedy Poslanecké sněmovny Parlamentu České republiky dne 16. července 2014.

## Pamětihodnosti
Východně od vesnice se nachází rybník Švihov, jehož okolí je chráněno jako přírodní rezervace Na Hradech. Její součástí je také památkově chráněné zaniklé tvrziště Kozákova hrádku.

## Galerie

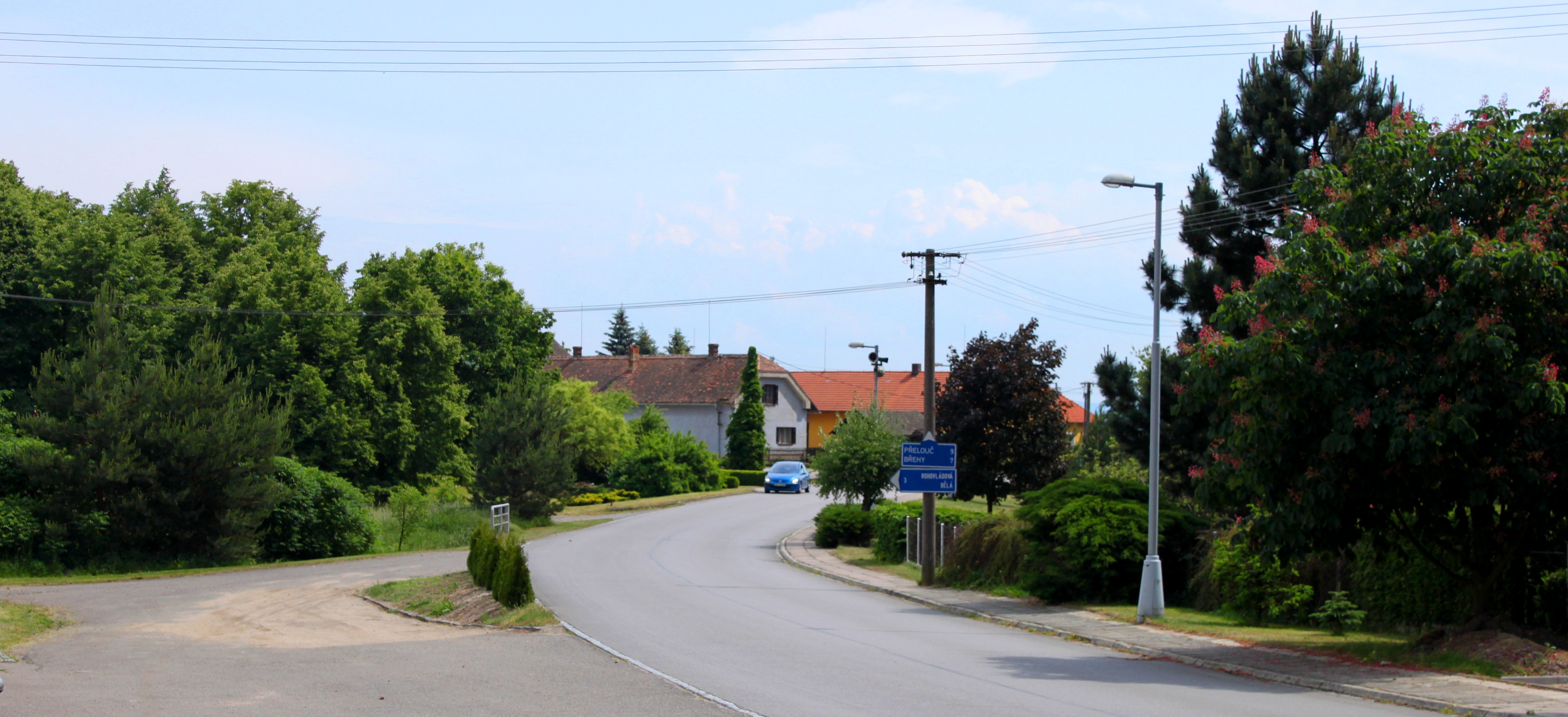
Obec
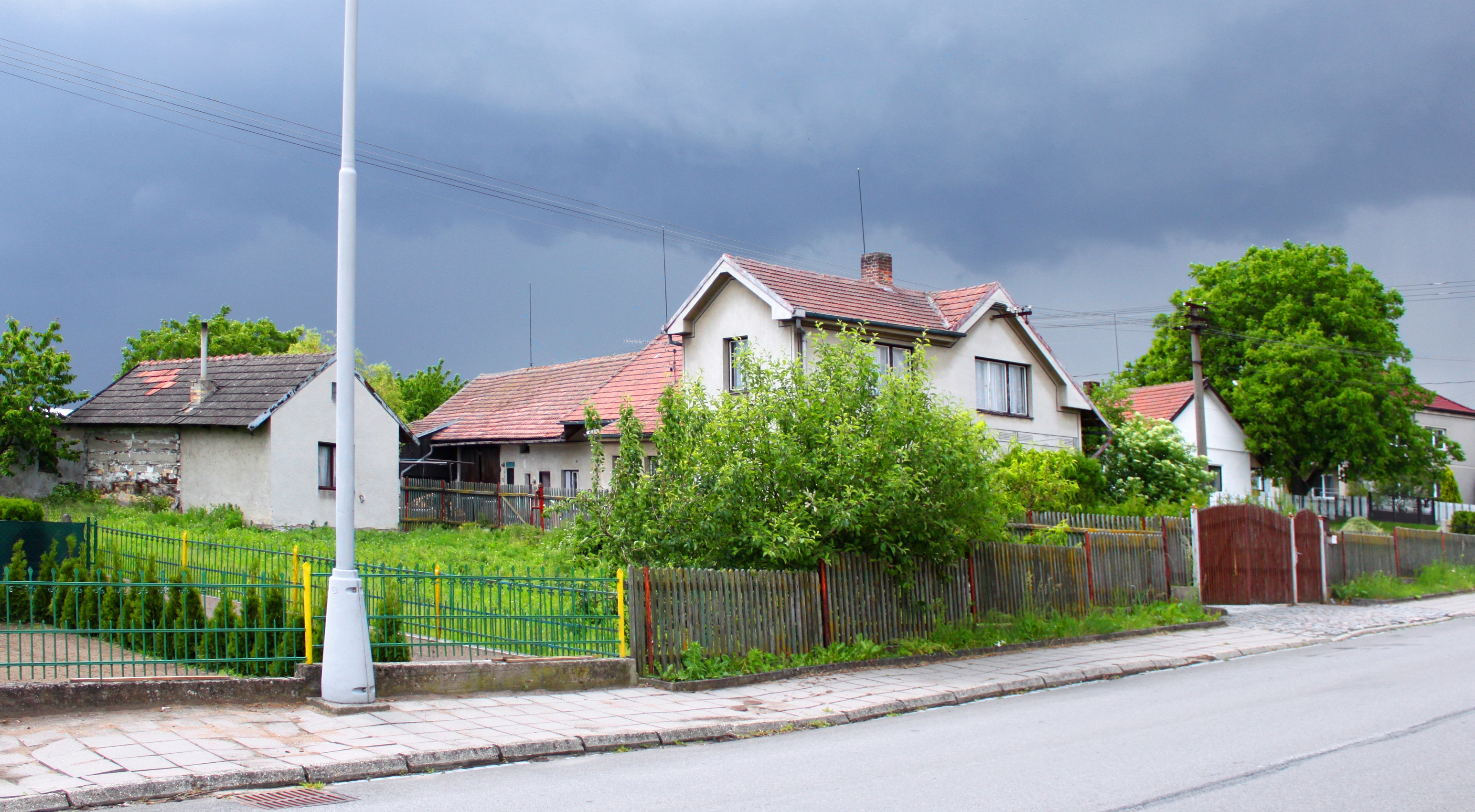
Obec
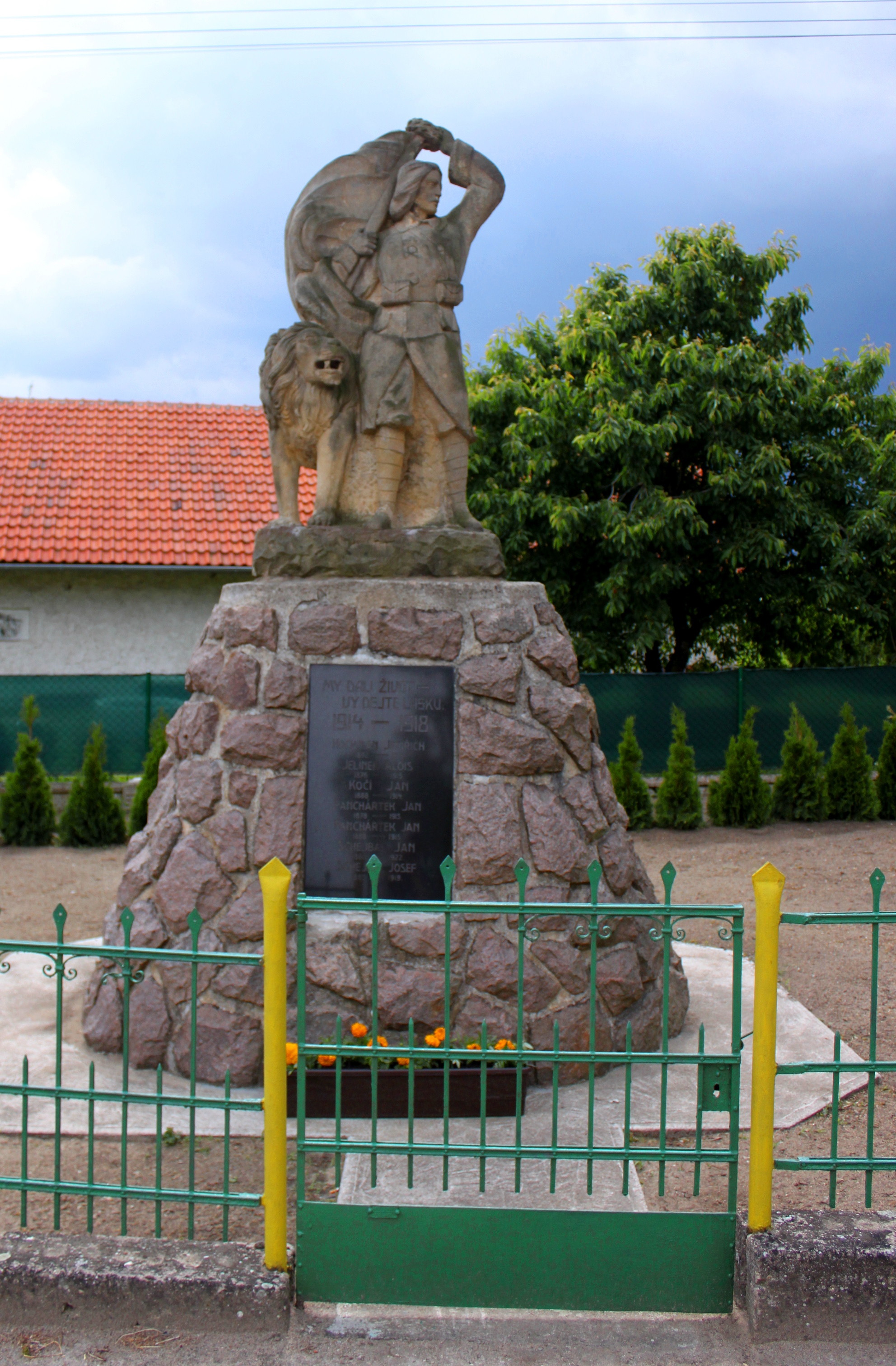
Pomník obětem první světové války